# Austràlia (pel·lícula)
Austràlia (títol original en anglès: Australia) és una pel·lícula èpica d'amor i aventures dirigida el 2008 per Baz Luhrmann. Aquest va ser el primer llargmetratge del director australià després d'haver produït el que s'anomena la Trilogia de Teló Vermell, formada pels seus tres primers treballs cinematogràfics: Strictly Ballroom, Romeo + Juliet i Moulin Rouge!.
Ubicada en el país que li dona nom, Austràlia narra la història d'una aristòcrata anglesa i un tosc i dur ramader que intenten salvar la finca que ella acaba d'heretar. En el procés, descobriran l'afecte que senten l'un per l'altre mentre el país es veu immers en la Segona Guerra Mundial i és bombardejat pels avions japonesos. Tenint en compte que la cinta se situa a la ciutat de Darwin d'Austràlia, per als papers principals es va decidir escollir una parella d'actors d'aquesta nacionalitat. Així, Nicole Kidman és l'actriu que dona vida a l'altiva i rica hereva britànica i el conegut actor Hugh Jackman és qui fa el paper del ferm drover que l'acompanya. Ha estat doblada al català.

## Resum
Lady Sarah Ashley, una obstinada aristòcrata britànica atrapada en un matrimoni sense amor i una vida superficial i avorrida, està convençuda que el seu marit, que es troba a Austràlia per vendre la seva propietat ramadera, l'està enganyant. Així, sense pensar-s'ho dues vegades, viatja de Londres al vast Territori del Nord del país per enfrontar-se a ell i obligar-lo a avançar la venda d'una finca que només els porta despeses i maldecaps. Aquest viatge però, resultarà tan cruel com el nou paisatge que l'envolta i, obligada a relacionar-se amb la gent que hi habita, Sarah experimentarà un nou renaixement espiritual.

## Argument[4]
Setembre de 1939 a Anglaterra: Lady Sarah Ashley (Nicole Kidman) està profundament disgustada amb el seu marit que es troba a Austràlia. Davant la manca de diners, vol que Lord Ashley vengui la finca ramadera que tenen al nord del país, Faraway Downs, i no entén que no accepti l'oferta de compra del Rei de les Vaques, el Sr. Carney. Tal com li explica el seu administrador, sembla que el que s'obtindria amb la venda no suposa ni una sisena part del que va costar en el seu moment el terreny i, per tant, el seu marit ha decidit reunir les vaques grasses que pasturen en el seu territori per tal de vendre-les després al mercat de Darwin. Malgrat tot, Lady Sarah no està convençuda de l'interès genuí del seu marit i, creient que el que l'atrau a Austràlia és un altre tipus de vaca, que no és precisament de la varietat animal, decideix anar ella mateixa a buscar-lo i fer-lo tornar a Londres.

Lady Sarah Ashley i El Drover travessen l'estepa australiana en camió.

Només d'arribar al nou continent, Sarah s'adona que les normes d'etiqueta europees allà són pràcticament desconegudes. Per començar, el seu marit, que esperava que anés a buscar-la al port de Darwin per conduir-la a la seva nova casa, simplement, li envia un telegrama dient-li que no ho podrà fer. Ocupat com està aplegant els toros salvatges al corral, l'informa que li envia el seu home de confiança, un drover, perquè la reculli i la porti a la finca. L'encarregat d'anar-la a buscar no és precisament, però, un gentleman britànic de maneres refinades sinó un conductor de ramats prou feréstec, endurit per tota una vida a l'estepa i que tots anomenen, simplement, Drover. D'aquesta manera, Sarah es veu carregada en un vell i polsegós camió al costat del drover (Hugh Jackman), el seu company aborigen, Magarri, i Kipling Flynn, un comptable alcohòlic que treballa per al seu marit. Amb aquesta companyia, Sarah travessa la seca i àrida plana australiana per arribar a la seva casa de Faraway Downs a temps per trobar-se Lord Ashley estirat sobre la taula del menjador, després d'haver estat assassinat.
Commocionada pel seu nou estat de viuda, Sarah passa la seva primera nit a Faraway Downs, incapaç d'entendre la fascinació del seu difunt marit per aquella terra i decidida en vendre la finca i tornar el més aviat millor a la civilització. Durant aquestes hores nocturnes però, coneix en Nullah, un xiquet mestís que viu a Faraway Downs i que és fill il·legítim del seu capatàs, el Sr. Fletcher, i la seva criada aborigen, Daisy. Gràcies a Nullah, Sarah descobreix que Neil Fletcher i els seus mossos han estat desviant bestiar de la seva propietat cap a les terres del Sr. Carney, a través del riu que separa ambdues explotacions. Enrabiada per haver estat estafada per uns autèntics lladres, Sarah els acomiada i abandona tota intenció de viatjar a Anglaterra per fer-se càrrec de la finca. De la mà de Kipling Flynn, es posa al dia de la situació financera de la propietat i s'adona que la seva herència té molt més valor del que des d'Anglaterra se li havia donat a entendre. De fet, tal com li explica el seu comptable, la finca té dos llibres de comptabilitat. L'un, una història de decadència i ruïna digne del gran Edward Gibbon, a benefici de Lord Ashley. I l'altre, creat a benefici del Sr. Carney i on consta el bestiar més ufanós i sense marcar que s'ha desviat a través del riu cap als seus ramats. Sabent això, el primer que pensa Sarah és a acudir a les autoritats per denunciar-ho. Però allà, malauradament, Carney és l'autoritat. Perquè tothom sap que té el monopoli de la indústria ramadera de tot el territori del nord i l'única explotació que no és de la seva propietat i que li pot fer la competència és, precisament, Faraway Downs.
Amb la Segona Guerra Mundial ja declarada a Europa i amb les tropes japoneses avançant cap al sud del Pacífic, un representant del Ministeri de Defensa es troba a Darwin buscant un bon tracte per proveir de carn les forces armades australianes. Així, Sarah segueix el consell de Flynn i decideix continuar amb el pla del seu marit: aplegar els toros salvatges que pasturen en les seves terres per menar després el ramat cap a Darwin i vendre'l a l'exèrcit. Amb això, no només es trauria el monopoli d'en Carney sinó que, a més, es podria invertir els guanys en Faraway Downs i convertir-la en una pròspera finca. Tanmateix, Flynn li fa notar un petit problema que ara té aquest pla. I és que, com que ha despatxat en Fletcher i els seus mossos, ja no hi ha ningú per menar el bestiar. D'aquesta manera, l'única esperança que li queda a Lady Ashley és que Drover accepti fer-ho en el seu lloc. Una idea que al ramader li sembla una autèntica bogeria, ja que ell i els seus dos homes no poden aplegar més de 1.500 caps de bestiar desplegats en més d'un miler d'acres i després traslladar-los a la costa. Això no obstant, davant la insistència de Sarah que està disposada a regalar-li la seva magnífica euga purasang si l'ajuda, al final, Drover hi accedeix.

## Origen

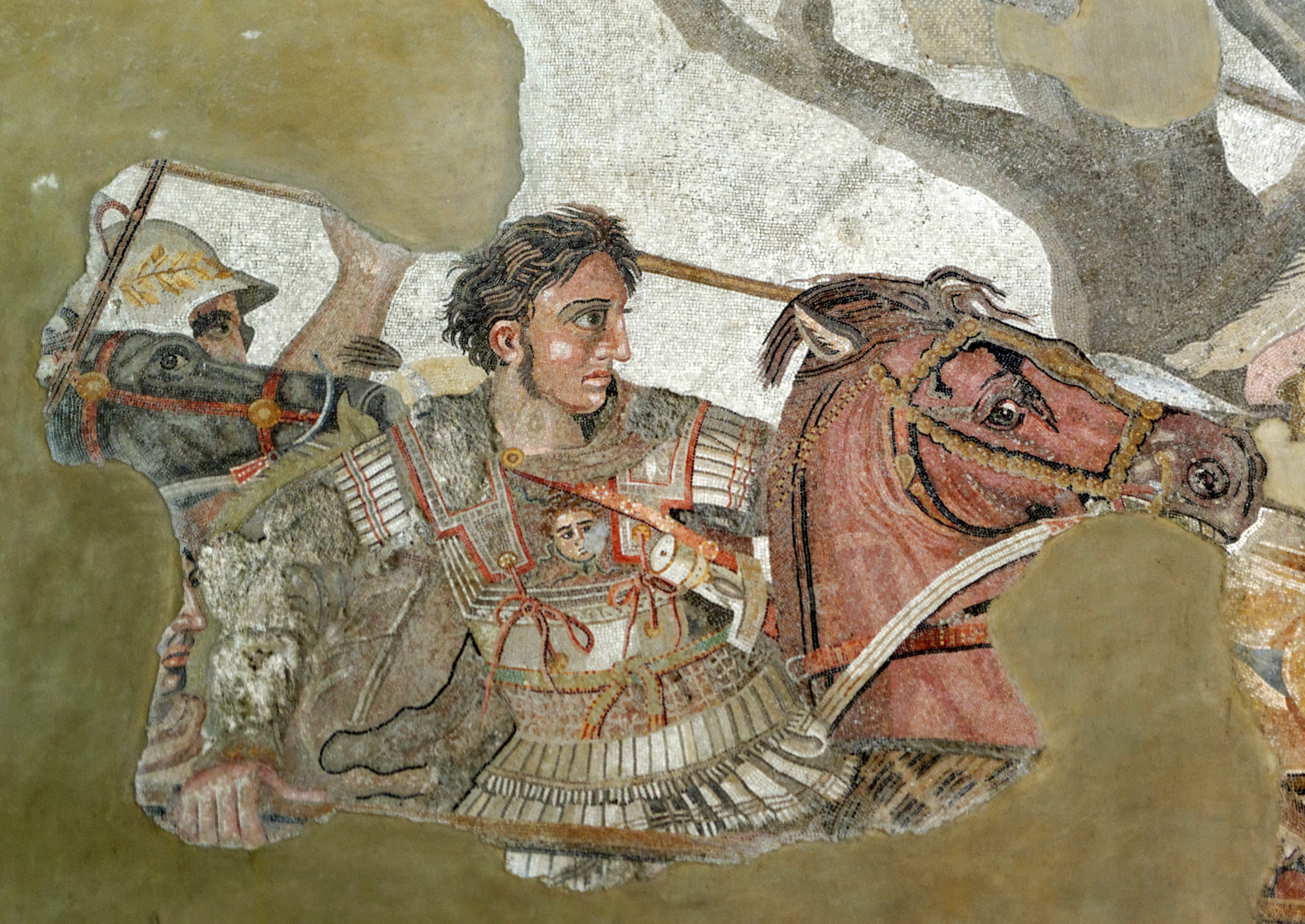
Alexandre Magne amb el seu cavall.

Austràlia és el projecte més gran i ambiciós mai ambientat en aquest territori fins aquest moment. La seva producció però, va ser fruit de tota una sèrie de casualitats. I és que l'objectiu inicial de Baz Luhrmann no era rodar una pel·lícula sobre el seu propi país. Després d'haver acabat la seva Trilogia de Teló Vermell, Luhrmann tenia tota la intenció de rodar una pel·lícula de caràcter èpic. Però, la seva primera idea no era fer Austràlia, sinó dur a la pantalla gran la vida del gran estrateg macedoni Alexandre Magne, sobre un guió de David Hare.
El director i la seva dona, Catherine Martin, van estar dos anys investigant sobre la vida d'Alexandre Magne i sobre el seu context històric. Van viatjar a Jordània, al desert del Marroc i a les jungles de Tailàndia per tal de trobar els escenaris ideals per a la pel·lícula. A més, també van aconseguir el compromís de Leonardo DiCaprio de participar en el paper protagonista i el de Nicole Kidman com la seva mare Olímpia. Un inestimable repartiment que els va comportar la complicitat de la Fox i Universal les quals van accedir en donar-los un pressupost de 150 milions de dòlars.
Tanmateix, just quan estaven a la meitat del projecte, van saber que Oliver Stone estava preparant una cinta sobre el mateix personatge. Tenint en compte que estava previst que l'altra pel·lícula sortís abans que la seva pròpia, Luhrmann i la seva dona van decidir arxivar la seva producció. Cap dels dos volia participar en una cursa per arribar primers als cinemes ni tampoc treballar sota la pressió i l'ombra d'una versió rival. Així doncs, van preferir abandonar el projecte i buscar altres temes que els permetessin treballar bé i pacientment.
Va ser llavors quan es van adonar que els seus fills quasi no coneixien el seu país natal. A causa dels nombrosos compromisos professionals que els havien sorgit en els darrers anys, la família Luhrmann havia passat molt de temps viatjant i residint en països estrangers. Amb el desig de connectar-se de nou amb Austràlia, doncs, el matrimoni va decidir deixar París, on estaven vivint, i tornar a la seva terra. Un viatge que va fer que Luhrmann es comencés a plantejar rodar una pel·lícula que homenatgés la història d'aquell país, a l'estil de les grans produccions clàssiques de Hollywood, com Allò que el vent s'endugué.

## Temes
En el viatge de tornada de París a Sydney, Luhrmann va començar a imaginar un argument sobre un protagonista que emprèn un viatge que el transforma profundament. D'aquesta idea en va sortir el personatge de Lady Sarah Ashley, una dona que veu com la seva estàtica vida es trastoca completament quan es troba immersa en una lluita de poder en un dels llocs més allunyats del món. El salvatge i indòmit paisatge de l'Austràlia Septentrional proporcionava el llenç ideal en el qual poder plasmar aquesta història.
Tenint doncs, el principal personatge i el lloc geogràfic concretats, Luhrmann i la seva dona, Catherine Martin, es van dedicar a investigar meticulosament sobre la regió. En total, hi van passar sis mesos investigant. Un temps durant el qual Luhrmann, fins i tot, es va arribar a plantejar situar la pel·lícula el 1787, precisament l'any que onze vaixells van salpar d'Anglaterra per dirigir-se a Nova Gal·les del Sud, on van establir la primera colònia britànica. De fet, en aquell moment, l'argument de la pel·lícula encara no estava del tot definit i la cinta es podia ambientar en qualsevol punt temporal. Però, hi havia uns temes clau que el director volia analitzar: per un costat, la relació d'Austràlia amb el seu país fundador, Anglaterra, i, per l'altre costat, la població aborigen d'Austràlia. Va ser per aquesta raó doncs, que, al final, la cinta es va situar als anys trenta, amb la Segona Guerra Mundial a l'horitzó. Ambientant la història de Lady Ashley al període d'entreguerres no només podia tractar els temes que volia sinó que, a més, podia enllaçar-ho tot amb una història d'amor que seguís les pautes dels grans clàssics.

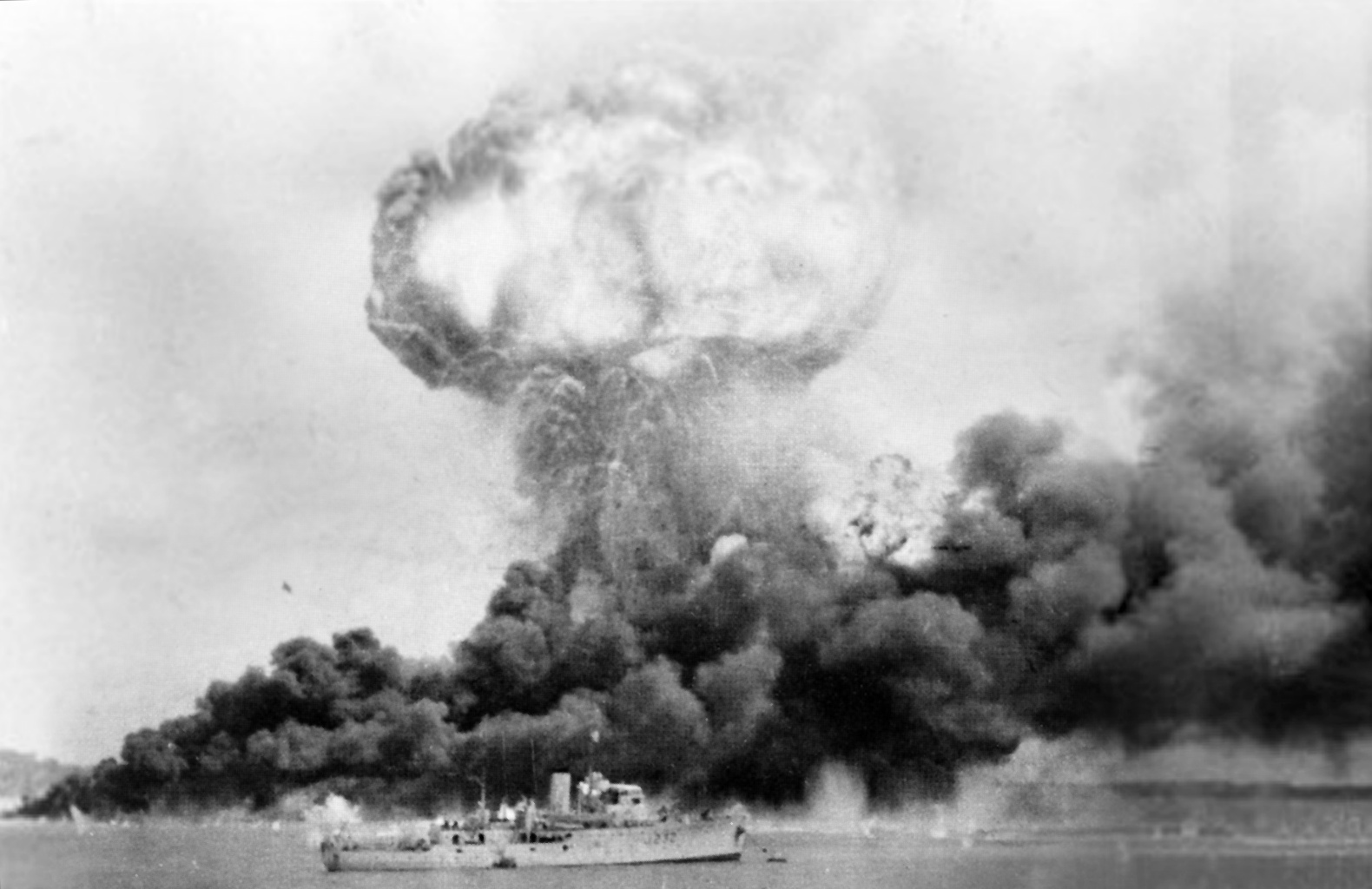
Bombardeig de Darwin el febrer de 1942.

Així, Austràlia introdueix a l'espectador en l'any 1939, just quan Lady Sarah arriba per primera vegada a una Darwin ocupada pels britànics. La inclusió del bombardeig de Darwin a la narració simplement serveix com a punt de suport del viatge de descobriment i transformació que viu Sarah durant la seva estada al nou continent. I, per ampliar la comprensió de la relació d'Austràlia amb la seva població indígena, el director no dubta en afegir a la pel·lícula el tema de les generacions robades. És a dir, la història d'aquells nens aborígens mestissos que van ser separats de les comunitats indígenes on vivien per ser educats segons els estàndards de la societat blanca. Un desafiament que Luhrmann no hauria pogut afrontar si no hagués estat per l'ajuda i col·laboració de molts d'aquests nens i nenes que durant la seva infantesa van quedar sota la tutela del govern britànic.
A més, cal destacar que durant la seva recerca Baz i Catherine van descobrir que Darwin, a principis del segle xx, era una pròspera ciutat habitada per europeus, però també per aborígens i asiàtics: una espècie de Babel enmig de l'ample i poc poblat Territori del Nord d'Austràlia. Tal com explica el mateix Luhrmann: «Darwin era en aquella època molt semblant al Salvatge oest o Àfrica, un lloc immens i inhòspit que podia engolir a qualsevol persona en qualsevol moment. Era la fi del món, i a la fi del món hom hi troba personatges realment extrems. Hi havia un extraordinari xoc de pobles. Hi havia l'administració, sota el control dels anglesos, els vaquers i els cercadors d'or, una gran afluència d'asiàtics, cercadors de perles grecs i una important població indígena». Per tant, la pel·lícula va mostrant aquest gresol de cultures a mesura que Lady Ashley s'endinsa en la societat dels Mars del Sud.

## Producció

### Preproducció
Encara que feia temps que es parlava d'aquesta nova pel·lícula de Baz Luhrmann, el director no va fer pública la seva intenció de rodar un drama èpic a Austràlia fins al 22 de febrer de 2006. En una entrevista amb periodistes australians, va revelar l'argument del film i va avisar que volia retratar una «Austràlia mitificada, un conte mitològic extret dels llibres i d'altres materials històrics.»
Els primers assajos de la pel·lícula havien de tenir lloc el març del 2006 amb un rodatge que seguiria al juliol del mateix any. Això no obstant, el 30 de març de 2006 Luhrmann va comunicar a la premsa que no podia començar el projecte fins que no es lligués el pressupost de la producció i els sous dels seus intèrprets. Per una banda, semblava que la 20th Century Fox no aprovaria el pressupost necessari per realitzar la cinta. I, per l'altra banda, les negociacions que els havien d'assegurar la participació de Russell Crowe com un dels seus protagonistes, no aconseguien arribar a un acord satisfactori. Així, no va ser fins al 31 d'octubre de 2006 que la preproducció es va poder posar en marxa i es va programar el seu rodatge per als primers mesos de 2007.
Durant aquest temps, els equips de disseny de producció i de vestuari de Catherine Martin van emprendre la investigació de l'especialíssima història local dels ramaders de l'època, estudiant diverses obres i biografies que descrivissin gràficament les vides dels pioners que vivien a Austràlia Occidental en aquell moment, i realitzant entrevistes a ramaders veterans de l'interior. També es va rebre un ampli assessorament dels propietaris de Carlton Hill Station, la propietat en la qual Faraway Downs, la fictícia finca de la pel·lícula, es va construir. A més, es van visitar els Arxius del Territori Septentrional i es va utilitzar Picture Australia, un extraordinari dipòsit d'imatges digitalitzades procedents de biblioteques de tot el país. De fet, aquest últim recurs va permetre a l'equip de Martin estudiar milers de fotografies escanejades que ajudarien a l'hora de ser clars i precisos amb els detalls. Tal com va comentar Catherine Martin, ho van investigar tot, «des de la raça exacta del ramat fins als preus durant la guerra». Una investigació completa que va portar a Luhrmann, fins i tot, a aplegar bestiar ell mateix per tal d'experimentar els lligams entre la terra, els animals i les persones i poder-ho escenificar a la pantalla gran.
En definitiva, Luhrmann, Martin i el seu equip d'investigació van haver de fer nombrosos viatges al nord d'Austràlia. No només per documentar-se sinó també per trobar, més tard, les localitzacions idònies per a la pel·lícula. D'aquesta manera, el novembre de 2006, Luhrmann va explorar la regió de Kimberley a Austràlia Occidental per determinar les escenes que s'hi haurien de rodar. El desembre de 2006, la ciutat de Bowen de Queensland va ser escollida per filmar-hi un terç de la producció, representant l'antiga ciutat de Darwin. I, finalment, el mateix abril de 2007 es va escollir el municipi de Kununurra, a la regió de Kimberley, per situar-hi Faraway Downs. Tenint doncs, la investigació finalitzada, el repartiment escollit i definides les localitzacions, quedava tot preparat per començar el rodatge el 30 d'abril de 2007.

### Repartiment
Austràlia havia de ser una pel·lícula produïda a Austràlia per australians. Per tant, era lògic que, a l'hora d'escollir el repartiment que havia d'integrar l'equip interpretatiu de la cinta, Luhrmann es decantés principalment per actors de la seva mateixa nacionalitat.
El maig de 2005 ja va sortir a la premsa que Luhrmann desitjava que Nicole Kidman i Russell Crowe fossin els seus protagonistes i, de fet, així mateix ho va comentar en una entrevista que va tenir amb periodistes australians a principis del 2006. Això no obstant, mentre que les negociacions entre la 20th Century Fox i Kidman, que ja havia treballat amb Luhrmann a Moulin Rouge!, van aconseguir la participació de l'actriu en la cinta, no va ser així amb Crowe. El març de 2006 les negociacions amb Russell Crowe ja es presentaven molt complicades. Tal com va dir el mateix actor mesos més tard, ell no feia «caritat per als grans estudis» i, per tant, al final, la 20th Century i Crowe no es van posar d'acord sobre el seu sou.
Davant la necessitat de trobar un nou protagonista que acompanyés a Nicole Kidman, Luhrmann va començar a plantejar-se quins intèrprets australians podien fer bona parella amb l'actriu. El 30 de maig de 2006 va sorgir el rumor que Russell Crowe seria reemplaçat per Heath Ledger, en aquell moment, un dels actors australians de més renom a Hollywood. Això no obstant, el 6 de juny de 2006, al final, es va poder saber la vertadera identitat del substitut de Crowe. Aquest seria Hugh Jackman, actor australià conegut, sobretot, pel seu paper de Wolverine a la franquícia cinematogràfica de X-Men. Jackman però, no només va haver d'enfrontar-se al desafiament de superar o, almenys, igualar a l'oscaritzat Russell Crowe, sinó que, a més, va haver de treballar durament per canviar la seva imatge. Tal com va descobrir l'actor, els ramaders australians eren uns homes als quals no els sobrava greix i que tampoc no menjaven gaire, però tenien músculs i eren molt forts. Això es devia principalment a la dieta rica en proteïnes que seguien. Per tant, Jackman va haver d'adoptar els seus mateixos hàbits alimentaris per tal d'obtenir un aspecte semblant a ells. Un esforç que va haver de complementar amb un intens entrenament físic de cinc mesos.
Escollits els dos artistes principals, l'equip de Luhrmann es va dedicar a buscar els actors secundaris que completarien la pel·lícula. L'elecció més difícil, evidentment, va ser la del jove actor que encarnaria el nen indígena Nullah i també la de qui faria el paper del seu avi, King George, un vell xaman aborigen. La directora de càsting Nikki Barrett es va passar mesos viatjant a llocs remots del continent i realitzant proves a quasi 1.000 nens aborígens, la majoria dels quals no tenien ni formació ni experiència. Luhrmann va reduir el nombre de possibles Nullahs de diversos centenars a només una desena i els va proposar viatjar a Sydney per fer una darrera audició davant seu. Després de quasi sis mesos de recerca, l'abril de 2007 Brandon Walters entrava a formar part de l'equip d'Austràlia. Un actor novell de 13 anys que durant els següents sis mesos hauria de combinar el rodatge amb les classes de cant i lliçons de dialèctica.
Kidman i els seus companys de repartiment, a més, van poder gaudir de l'oportunitat de treballar amb algunes de les grans llegendes cinematogràfiques d'Austràlia. El gener de 2007 Bryan Brown i Jack Thompson s'incorporaven a l'equip. També David Wenham, conegut internacionalment pels seus papers a 300 i la Trilogia de El Senyor dels Anells, hi entrava donant vida a l'intrigant capatàs de Faraway Downs, Neil Fletcher.
Per acabar, el repartiment d'Austràlia el va tancar el ballarí i músic aborigen David Gulpilil. En el paper de Rei George, Gulpilil va interpretar el xaman que ensenya a Nullah les arts de la màgia indígena juntament amb la resta d'artistes indígenes que s'hi van afegir, com David Ngoombujarra en el rol de Magarri, i Lillian Crombie, la decidida criada de la finca.
Com va comentar més tard Hugh Jackman, per a tots ells era un vertader honor anar cada dia a un rodatge d'una pel·lícula anomenada Austràlia malgrat que la majoria van haver de preparar-se en les tècniques d'equitació i d'aplegament de bestiar.
En total, el principal equip interpretatiu d'Austràlia va ser el següent:
| Intèrpret          | Personatge              | Veu en català        |
| ------------------ | ----------------------- | -------------------- |
| Nicole Kidman      | Lady Sarah Ashley       | Núria Mediavilla     |
| Hugh Jackman       | El Drover               | Juan Antonio Bernal  |
| Brandon Walters    | Nullah                  | Kai Stroink          |
| David Wenham       | Neil Fletcher           | Xavier Fernández     |
| Bryan Brown        | El Rei Carney           | Salvador Vives       |
| Jack Thompson      | Kipling Flynn           | Eduard Lluís Muntada |
| David Ngoombujarra | Magarri                 | Ricky Coello         |
| Ben Mendelsohn     | Capità Emmett Dutton    | José Posada          |
| Essie Davis        | Catherine «Cath» Carney | Alicia Laorden       |
| Barry Otto         | Administrador Allsop    | Joaquim Díaz         |
| Kerry Walker       | Myrtle Allsop           | Marta Martorell      |
| Sandy Gore         | Gloria Carney           | Núria Cepero         |
| Ursula Yovich      | Daisy                   | Elisa Beuter         |
| David Gulpilil     | Rei George              | Desconegut           |

### Rodatge

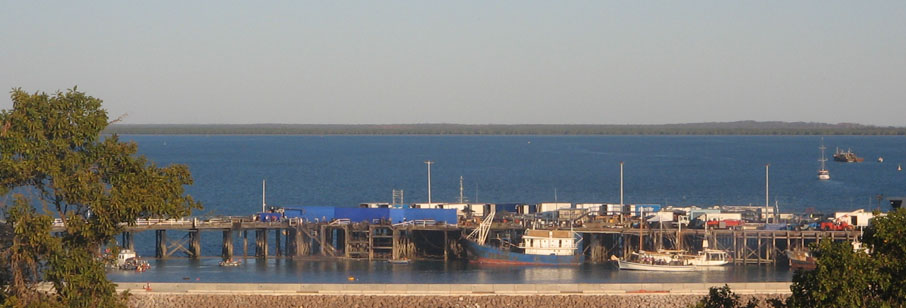
Filmant Austràlia a Darwin.

La filmació principal d'Austràlia va començar el 30 d'abril de 2007 a Strickland House, situada a Vancluse (Nova Gal·les del Sud). Després, el 14 de maig, l'equip es va desplaçar a la costa de Bowen (Queensland), on Catherin Martin i el seu departament artístic van construir un dels decorats més grans de la producció: el Darwin dels anys trenta, una emergent ciutat tropical que es converteix en el punt de partida del viatge de Sarah cap a l'interior. El decorat, de més de dues hectàrees, construït en deu setmanes, incloïa un pub de dos pisos, un barri xinès, pals telegràfics, fanals de l'època, carrers de terra i una extensa redecoració dels edificis existents per tal d'assegurar-se que aquestes estructures no desentonaven amb els elements fabricats. El rodatge a Bowen va acabar el 28 de juny i la producció es va poder traslladar al Territori del Nord, per rodar al mateix Darwin. Allà, Luhrmann va utilitzar les singulars marees que xoquen amb el moll per filmar l'escena de l'arribada de Sarah a Darwin, així com les escenes d'acció que tenen lloc durant el devastador bombardeig dels avions japonesos.
Després de rodar durant algunes setmanes als platós que la Fox té a Sydney, finalment, tota la companyia va viatjar a l'abandonada regió de Kimberley (Austràlia Occidental), on es construiria la casa de Faraway Dows. Tanmateix, això no va ser fàcil, ja que la propietat de Carlton Hill, que serviria d'escenari per a la finca ramadera, era un lloc aïllat a 60 quilòmetres de Kununurra. D'aquesta manera, establint el punt de trobada de la producció a la ciutat de Kununurra, es van haver de crear vies d'accés i anivellar els camins rurals per tal que els enormes contenidors plens de material cinematogràfic poguessin arribar amb camions a Carlton Hill. A més, el rodatge es va trobar amb diversos entrebancs. Per començar, l'estructura de Faraway Downs es va veure afectada per les primeres pluges en cinquanta anys que hi havia en ple desert. La magnitud de les precipitacions, que van arribar a ser torrencials, van pràcticament inundar tot el decorat i van obligar a reprogramar la filmació. Després va aparèixer un brot de febre equina que, de la nit al dia, va impedir als cavalls viatjar i va obligar a anul·lar unes escenes d'una carrera eqüestre. I, enmig de tot això, alguns membres de l'equip cinematogràfic van patir una forta intoxicació alimentària que els va deixar força debilitats.
Això no obstant, el més difícil del rodatge a Kununurra va ser la calor sota la qual es va haver de filmar la pel·lícula. Amb unes temperatures que superaven els quaranta graus, els intèrprets van haver de passar-se diverses hores muntant a cavall mentre portaven roba de llana, barrets i guants. Aquest desafiament físic malauradament va donar un gran ensurt a l'equip. I és que el primer dia Nicole Kidman va estar a punt de caure desmaiada del cavall. Tal com explica l'actriu, Baz estava rodant un plànol general i ella va preferir no desmuntar, ja que els pantalons, perquè quedessin bé amb la càmera, eren massa llargs. Al cap d'una hora però, va notar una mà a l'esquena que l'aguantava perquè havia començat a caure de la montura inconscient. Casualment Nicole Kidman va descobrir que estava embarassada durant la seva estada a Kununurra. Treballant entre 14 i 15 hores diàries i veient-se afectada per les nàusees matutines, típiques de les dones embarassades, i les altes temperatures, no va ser estrany doncs, que l'actriu estigués a punt de perdre el coneixement.
Al final, després de nou mesos, el rodatge va acabar el desembre de 2007 i es va poder estrenar per primera vegada a Austràlia el 18 de novembre de 2008.

## Vestuari
La dona de Baz Luhrmann, Catherine Martin, assídua col·laboradora seva i guanyadora d'un Oscar al millor vestuari pels dissenys que va crear a Moulin Rouge!, va ser, de nou, l'encarregada de vestir als protagonistes d'una pel·lícula del seu marit. Comptant amb l'ajuda de la directora de moda Eliza Godman, es va enfrontar a la colossal tasca de dissenyar, llogar i muntar els vestits que portarien els actors principals i els extres d'Austràlia. El resultat va ser un vestuari integrat per quasi 2.000 peces de vestir. Una quantitat que quadruplicava el nombre de 480 peces que s'havien guardat en els armaris del musical sobre el cabaret parisenc.
Seguint les directrius de Luhrmann, Martin i Godman es van dedicar a treballar amb diverses robes per tal d'aconseguir un vestuari realista amb el lloc i l'època en el qual la història s'ambienta. De fet, Baz Luhrmann és un director molt visual en les seves pel·lícules. Per això, va intervenir bastant en tot el procés d'elecció del vestuari, ja que tenia una idea molt clara sobre la imatge que havia de donar cada personatge en cada escena. Finalment, els tres van arribar a una entesa sobre la textura i estil del guarda-roba d'Austràlia, del qual cal destacar, principalment, els dissenys resultants per a Nicole Kidman, els de Hugh Jackman i la resta de mossos, i els complements creats per als indígenes que viuen a l'estepa.

### Nicole Kidman
En concret, per a Nicole Kidman, el director va demanar específicament que l'actriu portés una roba marcadament britànica en les primeres escenes de la cinta, de manera que es pogués crear un contrast amb el vestuari que porta al final de la pel·lícula, més adequat amb la forma de vida australiana. Tal com va explicar Martin, el personatge de Sarah demostra tenir un caràcter molt rígid i autocontrolat en un principi, una particularitat que sempre s'ha atribuït a l'aristocràcia anglesa. És, precisament, la seva experiència a l'estepa la que trenca aquesta contenció i l'allibera, al mateix temps, dels vestits d'etiqueta que són progressivament substituïts per peces de vestir més pràctiques i realistes. Així, l'objectiu de Martin havia de ser dissenyar un ample vestuari que reflectís els canvis físics i emocionals que experimenta Lady Sarah a Austràlia.

Lady Sarah Ashley arriba a Darwin.

Per recalcar aquesta transformació, divuit mesos abans de començar el rodatge, Martin ja tenia preparats dos dissenys que senyalarien els límits del vestuari de Nicole Kidman. Per un costat, el conjunt britànic per excel·lència que Lady Sarah porta quan arriba a Darwin, cortesia de Prada, i que segueix un estil mariner blau i blanc que hauria estat més indicat per la Riviera francesa que per un viatge al Darwin dels anys trenta. I per l'altre costat, el conjunt que porta quan està menant bestiar format simplement per una senzilla brusa i uns còmodes pantalons que acaben dintre d'unes altes botes de muntar. La intenció de Martin, per tant, era que aquests dos dissenys marquessin els límits de dos estils contraposats i que la resta del vestuari de Nicole Kidman es mogués gradualment entre ells dos.
Així, en les primeres escenes de la pel·lícula, el vestuari dona una aura de tensió i formalitat a Lady Sarah, gràcies al conjunt mariner de Prada i també a la resta de conjunts d'estil anglès que treu de les seves maletes, entre els quals cal destacar, sobretot, el que porta quan viatja a Faraway Downs, on llueix un salacot i un fulard de gasa com si estigués en un safari d'Àfrica. És quan es veu atrapada en una estampida del ramat que perd les seves maletes i també totes les seves pretensions. A partir d'aquest moment, Sarah pren la decisió d'optar per la supervivència abans que per l'aparença i, menant 1.500 caps de bestiar pel dur terreny del Territori del Nord, va adequant el seu vestuari a la nova realitat.
Malgrat tot, la personalitat de Sarah es troba molt ben definida des del principi de la pel·lícula. Sarah es presenta a Austràlia com una persona molt independent, capaç i moderna. És per aquesta raó que la dissenyadora, Catherine Martin, va decidir incloure en la seva roba tota una sèrie d'elements que reflectissin aquesta personalitat. En concret, sobresurten com a manifestació del seu fort caràcter els pantalons que vesteix sovint i que s'inspiren en l'esperit de les dones progressistes dels anys trenta com Katharine Hepburn i Carole Lombard. A més, se suposa que Sarah prové d'una classe social elevada i benestant, amant de la qualitat i també de les últimes tendències en moda. És amb aquesta idea doncs, que Martin es va posar a investigar els dissenys de les grans cases de moda de l'època com Chanel, Balenciaga i Hermès que vestien a les dones de classe alta de la dècada dels trenta com la Duquessa de Windsor i Coco Chanel, i que van servir per inspirar el vestuari de Lady Ashley.

Nicole Kidman llueix el cheongsam xinès al Ball del Governador.

Per acabar, cal mencionar l'exquisita col·lecció de complements que va lluir Nicole Kidman. I és que, per donar més realisme a tot el seu guarda-roba, Martin va posar-se en contacte amb alguns dels millors dissenyadors en aquesta matèria. En primer lloc, Martin va dirigir-se a la llegendària sabateria Ferragamo, perquè col·laborés en el disseny de les sabates de Nicole Kidman. De fet, els imaginatius dissenys italians de Salvatore Ferragamo ja havien aparegut a moltes altres pel·lícules, des de clàssics de Hollywood a èxits contemporanis com Evita i Traffic. D'aquesta manera, no va ser difícil aconseguir que l'empresa Ferragamo es fes responsable dels vint parells de sabates del personatge de Nicole Kidman en els quals va haver de mesclar materials exòtics, com la pell de cabra, amb teles més luxoses. En segon lloc, Paspaley, empresa especialitzada en perles, i Stefano Canturi, dissenyador de joies amb diamants, van ser els encarregats d'adornar a Lady Ashley. Paspaley, per la seva banda, com a principal proveïdor de perles dels Mars del Sud durant l'època en la qual s'ambienta Austràlia, va elaborar expressament per a la pel·lícula unes delicades arracades de perla amb forma de llàgrima. Stefano, que ja havia participat a Moulin Rouge!, va ser el que va crear la resta de joies que mostraria Nicole Kidman, entre les quals destaquen una agulla de diamants, els anells de compromís i de casament, i unes arracades de diamants i corall vermell. I, finalment, Prada va aportar el conjunt de maletes blau i blanc que Sarah carrega al principi de la pel·lícula i que segueix el mateix estil que el conjunt mariner de la mateixa casa.
Això no obstant, de totes les peces de vestir creades expressament per Nicole Kidman, les que van impressionar més van ser un parell de vestits d'inspiració oriental que Lady Sarah du a Darwin, després d'haver perdut tot el seu equipatge en l'estampida. Els dissenys, elaborats per Catherine Martin, van ser resultat de tot un procés d'investigació que ella i el seu personal van dur a terme sobre la moda australiana de principis del segle xx. Segons sembla, abans de la Segona Guerra Mundial, el nord d'Austràlia comptava amb diversos col·lectius asiàtics que treballaven al país i la moda de Darwin estava molt influenciada per les tendències orientals. D'aquesta manera, quan Martin es va plantejar com podia ser la roba que Lady Sarah podia aconseguir a Darwin en menys de 24 hores, després d'haver-se quedat sense maletes, de seguida va pensar en aquesta confluència de cultures que es pot apreciar en tota la pel·lícula. Una barreja ètnica que va donar origen a un dels vestits d'Austràlia que més expectació va generar: el vestit vermell amb crisantems que evoca els cheongsams xinesos i que l'actriu exhibeix al ball del governador. Un vestit que va causar admiració tant dintre com fora de la pantalla.

### Hugh Jackman i la resta de mossos
En relació al vestuari masculí, Martin també va haver de dur a terme una gran tasca d'investigació. Per inspirar-se a l'hora de crear els dissenys del Drover i els 200 mossos que apareixen a la pel·lícula, Martin es va haver de posar a examinar els arxius de R.M. Williams, una empresa fundada el 1932 i coneguda per la fabricació de peces tradicionals per l'estepa australiana. Després d'haver decidit quin estil era adequat per cada personatge de mosso, Martin va fer que el departament de vestuari de la pel·lícula tallés els patrons i els ajustés abans d'entregar-los als tallers de R.M. Williams on es va procedir a la confecció de la major part de les peces de roba i botes dels ramaders. Els estils actuals de les botes R.M. Williams, així com tota mena de calçat i articles de cuir recuperats per l'empresa per a Martin, van ser els utilitzats per a la cinta.
Per Hugh Jackman però, es va escollir una roba que derivés del tradicional conjunt que duien els drovers australians: camises de quadres o samarretes i pantalons de pell acompanyats per unes botes i un barret de vaquer. Segons va explicar Martin, aquestes eren en aquell temps les peces de vestir clàssiques i tradicionals d'Austràlia. Les samarretes i camises eren, de fet, unes peces senzilles que solien dur els esquiladors d'ovelles i, per tant, utilitzades a Austràlia ja des de finals del segle xix. Els pantalons, per altra banda, eren l'equivalent als texans americans encara que fets amb pell de talp i, estranyament, confeccionats amb la pell girada cap endintre. Pel que fa a les botes, aquestes van ser fabricades evidentment, per R.M. Williams i el barret va ser Akruba. Finalment, per completar la seva imatge, s'hi van afegir dos cinturons de cuir: un cinturó senzill per als pantalons i un altre més gastat i ample per a dur a sobre de l'anterior i que, a vegades, els ramaders utilitzaven per lligar les potes dels cavalls perquè no s'allunyessin.
Així doncs, el vestuari masculí de la pel·lícula és força repetitiu en general. Per això, sobresurt el conjunt d'americana i pantalons que porta Hugh Jackman quan acompanya Nicole Kidman al Ball del Governador. El disseny, en blanc i negre, es va extreure d'un llibre dels anys trenta. En destaca principalment l'americana blanca que en aquella època encara no era massa habitual. De fet, va començar a estar de moda uns quants anys més tard. Però, tenint en compte que Lady Ashley es presenta com una aristòcrata anglesa sofisticada, es va deduir que ella hauria pensat que aquest tipus d'americana era apropiada per un home en ple tròpic.

### Els indígenes
Per acabar, Martin i la seva companyia van dedicar un gran esforç en la investigació i creació del guarda-roba dels personatges indígenes de la pel·lícula. Segons ella mateixa va explicar «encara que Austràlia està dividida en diferents tribus aborígens, per fer la pel·lícula es va decidir representar només dos grups indígenes diferents: un grup de Kimberley, que són els propietaris tradicionals de la terra on s'ha construït Faraway Downs, i un altre grup d'Arnhem Land.» Partint d'aquesta idea, doncs, es va procedir a elaborar el vestuari dels indígenes que participen en la cinta.
A cada personatge indígena se li va atorgar una roba que havia estat prèviament estudiada gràcies a diferents entrevistes, l'assessoria d'experts i la investigació fotogràfica; en especial, es va consultar la col·lecció de fotos de Donald Thompson i Baldwin Spencer, que eren antropòlegs dels anys trenta i van documentar les vides del poble indígena de l'Extrem Superior, donant la casualitat que els indígenes fotografiats eren parents de David Gulpilil. A més a més, també va ajudar molt la doctora Louise Hamby, experta en adorns corporals de la Universitat Nacional Australiana. Amb ella, les fotografies de Thompson i Spencer, i les diferents consultes a la gent gran i els mateixos col·lectius indígenes (inclosos els mateixos actors), es va aconseguir formar la imatge que havien de tenir els aborígens a la pel·lícula.

## Banda sonora
Baz Luhrmann sempre va estar molt interessat en els musicals. Ho va demostrar amb Moulin Rouge! i també a Austràlia on va utilitzar com a metàfora la pel·lícula El màgic d'Oz. I és que el director volia enllaçar la mitologia amb una gran cançó i això ho va trobar amb la melodia de Over the Rainbow d'aquesta popular cinta de 1939.
D'aquesta manera, Over the Rainbow és un motiu recurrent en la pel·lícula. Serveix per enfortir l'entesa entre Lady Sarah i Nullah i també per situar a l'espectador en un clima de preguerra, just quan al continent s'estava projectant la pel·lícula El màgic d'Oz amb Judy Garland. De fet, el mateix Nullah apareix al cinema de Darwin on admira aquesta cançó i molta de la terminologia aborígena, com «home màgic», «cançó màgica» o «dona de molt, molt lluny», vol fer referència a la influència de la història de El màgic d'Oz en la cinta de Luhrmann. Una tècnica que, a més, va servir per donar aquell to clàssic que el director australià tant buscava en aquest llargmetratge, seguint l'exemple de la inoblidable Allò que el vent s'endugué.
A part d'aquesta cançó però, Austràlia també es caracteritza per una elegant banda sonora escollida, majoritàriament, per David Hirschfelder. En concret, la llista de les principals melodies que van integrar la pel·lícula és:
1. Angela Little - «By the Boab Tree»
2. Elton John - «The Drover's Ballad»
3. Felix Meagher - «Waltzing Matilda»
4. Cole Porter - «Begin the Beguine»
5. Harold Arlen - «Over the Rainbow»
6. Elton John - «The Drover's Theme»
7. Louis Prima - «Sing, Sing, Sing (With a Swing)»
8. John Butler - «Journey to Faraway Downs Hoedown»
9. John Butler - «All Night Long»
10. Larry Clinton - «Whoa Babe»
11. David Hirschfelder - «Flynn's Aria»
12. Felix Meagher - «You Ride Your Way, I'll Ride Mine»
13. Felix Meagher - «Boab Lullaby»
14. Ary Barroso - «Brazil»

## Reacció
Austràlia es va estrenar el 26 de novembre de 2008 a Austràlia i els Estats Units, arribant a la resta del món entre el desembre de 2008 i el febrer de 2009. Les crítiques rebudes, en general, van ser força variades. Alguns experts cinematogràfics van lloar l'ambició de Baz Luhrmann de fer un entretingut espectacle i intentar igualar a clàssics de Hollywood com Allò que el vent s'endugué. Això no obstant, molts dels crítics van remarcar la pèrdua de dinamisme de l'última mitja hora de la història el qual va impedir que es pogués considerar una gran pel·lícula. Tot i així, la taquilla va tancar amb molts bons resultats. I és que, després de quasi tres mesos en la cartellera mundial, Austràlia havia recaptat al voltant de 211 milions de dòlars, partint d'un pressupost de 130 milions.

### Crítica
Puix que la pel·lícula va ser vista per primera vegada a Austràlia i als Estats Units, els primers comentaris sobre la cinta van sorgir d'aquests dos països.
Els diaris australians, evidentment, es van deixar fascinar per una gran producció nacional que evocava els clàssics dels anys quaranta i seduïa l'espectador amb la cruel bellesa del seu territori i la seva història. Claire Sutherland, del Herald Sun, així mateix ho va expressar: «Baz Luhrmann ha aconseguit una pel·lícula increïble (…) Una carta d'amor al paisatge australià i a la nostra història que té èxit internacional escrit en tota ella». Malgrat tot, alguns altres experts van ser més crítics amb la cinta. David Stratton de The Australian també va reconèixer que la pel·lícula era impressionant. Però, va concretar dient que «No és l'obra mestra que estàvem desitjant. (…) Encara que serà molt popular per a molta gent, crec que hi ha un lleuger aire de decepció al final». Jim Schembri, del diari The Age, va ser encara més clar: «No és una mala pel·lícula, però està lluny de poder-se considerar gran. (…) Està bé i no avorreix, però és massa llarga. (…) La pel·lícula a vegades té el ritme d'un tractor amb problemes de motor».
Als Estats Units, en general, la proposta de Luhrmann també va convèncer els principals periodistes del país. Roger Ebert, un dels crítics estatunidencs de més prestigi d'aquest món, li va donar a Austràlia una valoració de tres estrelles sobre quatre, i va especificar: «Baz Luhrmann va somniar en fer un Allò que el vent s'endugué australià, i ho ha aconseguit, amb molta de l'abundant bellesa èpica d'aquella pel·lícula i alguna espurna de la seva delicadesa». Megan Lehmann, de The Hollywood Reporter va coincidir amb ell escrivint que Austràlia «ens desafia a tots, fins i tot als més cínics, a deixar-nos portar per la força de les seves grandioses imatges i narrativa» i afegint al final que «en un estil èpic, Baz Luhrmann teixeix la seva màgia per Oz». Evidentment, també van sortir algunes opinions discordants amb els comentaris anteriors, encara que van apreciar la tècnica i intencionalitat de la pel·lícula a més del seu equip interpretatiu. En aquest sentit, Andrew Sarris, del New York Observer va assenyalar que «Austràlia és clarament una tasca d'amor i una qüestió d'orgull nacional. També és una espècie d'embolic». I va confessar que hauria estat més dur amb la pel·lícula de Baz Luhrmann si no hagués estat per la brillant interpretació de Nicole Kidman. Seguint el mateix criteri, Manohla Dargis del New York Times va comentar «Aquesta història sobre l'Austràlia moderna és un testimoni d'un amor sincer a les pel·lícules i d'un espectacle cinematogràfic portat al seu màxim extrem». Així, encara que la cinta no va respondre a totes les expectatives que s'hi havien dipositat, en general, la pel·lícula es va acceptar com a tal. Exemple d'això és la crítica d'Ann Hornaday de The Washington Post que la va definir com «un espectacle d'amor, acció, melodrama i revisionisme històric salvatjament ambiciós. Envolvent, exagerada, completament absurda i horrorosament entretinguda.» Només Peter Travers de la revista Rolling Stone va apartar-se de l'opinió general remarcant que «si l'estètica fos l'únic que comptés, aquest èpic homenatge de Baz Luhrmann a la seva terra nativa seria la pel·lícula de l'any. Però, ai, un estirat guió inflat de subtrames i sentimentalisme a discrecció l'acaben malgastant. (…) No té cap pla lleig. Però bells escenaris i bones intencions no la salven.»
A Europa, en canvi, els comentaris que van sortir en els mitjans de comunicació sobre la pel·lícula van ser més inicisius que els d'Austràlia i Estats Units. Bonnie Malkin del diari britànic The Daily Telegraph va dir: «Als crítics locals els preocupava que la tan llargament esperada Austràlia simplement fos una pel·lícula plena de clichés sobre les Antípodes. Els seus temors es veuen confirmats.» A Espanya, Jordi Costa del diari El País va valorar-la com una pel·lícula «èpica a trossos. (…) Austràlia és l'intent de Luhrmann de reafirmar-se i consolidar-se com a cineasta clàssic. (…) Luhrmann aconsegueix exiliar l'avorriment del seu colossal llargmetratge, però tot sona a material de segona mà.» I encara va ser més explícit a la revista Fotogramas: «Simfonia kitsch (…) Amb els seus espantosos ralentiments, la seva hipertròfia narrativa i la seva correcció política conjugada en passat, Australia confirma que, darrere d'un fals avantguardista, sol amagar-se un neoclassicista». Més mordaç va ser Alberto Luchini del diari El Mundo: «Al cap de noranta minuts la història s'acaba (…) i tota la trama s'enfonsa: els actors perden la química anterior, el que era emocionant passa a ser tediós i els paisatges deixen el seu lloc a tot un desplegament de focs artificials.» Però a Europa, l'opinió més destacable de totes és la que prové de la reconeguda revista francesa Cahiers du cinema, de la mà de Christophe Beney: «A part d'aquells moments que la simfonia cedeix davant la música més íntima, no s'hi troba res més que esquemes preconcebuts (…) Austràlia és una farsa i un plagi.»

### Premis
Tot i que la història d'Austràlia va provocar alguna decepció, la gran tasca d'investigació que es va dur a terme durant la seva producció li va comportar un cert reconeixement internacional en diversos festivals de cinema. Entre aquests, cal mencionar sobretot els Premis Oscar d'aquell any, on Catherine Martin va rebre la seva segona nominació al millor vestuari i es va veure consolidada com una de les grans dissenyadores cinematogràfiques del moment:
Premis Oscar
- Nominada per: 
  - Millor vestuari per Catherine Martin

Satellite Awards
- Guanyadora per:
  - Millor fotografia per Mandy Walker
  - Millor direcció artística per Catherine Martin, Ian Gracie, Karen Murphy i Beverley Dunn
  - Millors efectes visuals per Diana Giorgiutti, Chris Godfrey i James E. Price
- Nominada per:
  - Millor vestuari per Catherine Martin
  - Millor banda sonora per David Hirschfelder
  - Millor cançó original per Angela Little, Felix Meagher, Anton Monsted i Baz Luhrmann
  - Millor guió original per Baz Luhrmann, Stuart Beattie, Ronald Harwood i Richard Flanagan
  - Millor so per Wayne Pashley, Anna Behlmer i Andy Nelson
  - Millor muntatge per Michael McCusker i Dody Dorn

### Recaptació
Després de quasi tres mesos en cartellera a escala mundial, la pel·lícula es va convertir en tot un èxit de taquilla recaptant més de 211 milions de dòlars.
A Austràlia, la cinta va recollir al voltant de 6 milions de dòlars només el seu primer cap de setmana de distribució. Va establir, per tant, un nou rècord en la taquilla australiana, com a la pel·lícula nacional que més ingressos va fer en el seu primer cap de setmana de projecció, i va relegar a l'altra estrena de la setmana, Quantum of Solace, al segon lloc de la classificació cinematogràfica. A més, val a dir que, amb el temps, al final, Austràlia va acabar instaurant-se com la segona pel·lícula australiana més taquillera de la història, només per darrere de Cocodrile Dundee.
Més cautelosa va ser la resposta del públic estatunidenc. I és que, igual que havia passat amb la Trilogia de Teló Vermell, Austràlia no va aconseguir atraure massa audiència. Per començar, ja va sorprendre els analistes cinematogràfics obrint la primera setmana només al cinquè lloc de la taquilla estatunidenca, als talons de Quantum of Solace, Bolt, Crepuscle i Com a casa, enlloc, i recaptant uns 20 milions de dòlars. Evidentment, els directius de la Fox no van tardar a assenyalar que estaven molt contents amb els números resultants, ja que només s'esperaven recollir uns 18 milions el cap de setmana d'estrena. Tanmateix, també van comentar que les anteriors pel·lícules de Baz Luhrmann tampoc no havien tingut un èxit vertiginós.
Fora d'aquest darrer mercat cinematogràfic, la cinta va recollir al voltant de 162 milions de dòlars de 51 països diferents i va obrir al primer lloc a Espanya, França i Alemanya, i en el tercer a Gran Bretanya.

## Atracció turística
El departament de turisme d'Austràlia Occidental va engegar una campanya d'un milió de dòlars de promoció del territori on s'ambienta la pel·lícula. En concret, la campanya es va dirigir sobretot als ciutadans dels Estats Units, Canadà, Europa, Japó i Corea del Sud, en completa compenetració amb el Pla Nacional de Turisme del govern australià. De fet, preocupats per la recessió i la constant fluctuació dels preus dels carburs, el sector turístic del país realment tenia grans esperances posades en la cinta de Luhrmann. S'esperava que la seva estrena atrauria turistes de tot el món, de la mateixa manera que havia passat el 1986 després de l'èxit de Cocodril Dundee i el 2001 després de la producció de la trilogia cinmatogràfica de El senyor dels anells, que també va incrementar notablement el nombre de visitants de Nova Zelanda. Martin Ferguson, Ministre Federal de Turisme, va comentar: «Aquesta pel·lícula serà vista per desenes de milers de persones, i farà resorgir alguns aspectes poc coneguts de l'extraordinari medi natural d'Austràlia, de la seva història i també de la seva cultura indígena». D'aquesta manera, el departament de Turisme d'Austràlia va treballar conjuntament amb Luhrmann i la 20th Century Fox per tal de realitzar tota una campanya publicitària que beneficiés els interessos dels dos. La campanya es va anomenar «See the Movie, See the Country» (Vegeu la pel·lícula, vegeu el país) i es van crear mapes turístics que assenyalaven els llocs del rodatge i es va transformar la pel·lícula en una «aventura real». A més, el director va realitzar tota una sèrie d'anuncis de promoció del seu país per 50 milions de dòlars.